# FSV Frankfurt
Fußballsportverein Frankfurt 1899 e.V. (normalt bare kendt som FSV Frankfurt) er en tysk fodboldklub fra byen Frankfurt am Main i Hessen. Klubben spiller i den næstbedste tyske liga, 2. Bundesliga, og har hjemmebane på Stadion Am Bornheimer Hang. Klubben blev grundlagt den 20. august 1899, og står normalt i skyggen af den langt mere succesfulde Frankfurt-klub, Eintracht Frankfurt.
FSV Frankfurts kvindehold er blandt Tysklands mere succesfulde klubber, og står noteret for tre mesterskaber.